# Afrosoma servulum
Afrosoma servulum är en skalbaggsart som först beskrevs av Lewis 1897.  Afrosoma servulum ingår i släktet Afrosoma och familjen stumpbaggar. Inga underarter finns listade i Catalogue of Life.